# Coupe du monde de slalom de canoë-kayak 2021
 (avril 2025).
Navigation
Coupe du monde de slalom 2020 Coupe du monde de slalom 2022
La 34e coupe du monde de slalom en canoë-kayak, organisée par la Fédération internationale de canoë (ICF), se déroule du 11 juin au 12 septembre 2021.

## Calendrier
| Date            | Ville           | Pays      |
| --------------- | --------------- | --------- |
| 11–13 juin      | Prague          | Tchéquie  |
| 18–20 juin      | Markkleeberg    | Allemagne |
| 3–5 septembre   | La Seu d'Urgell | Espagne   |
| 10–12 septembre | Pau             | France    |

## Résultats
Le tableau recense les vainqueurs de chaque catégorie pour chacune des étapes.
| Catégorie        |                   |                      |                 |                      |
| C-1 hommes       | Lukáš Rohan       | Denis Gargaud Chanut | Miquel Travé    | Denis Gargaud Chanut |
| C-1 femmes       | Jessica Fox       | Andrea Herzog        | Jessica Fox     | Tereza Fišerová      |
| K-1 hommes       | Jiří Prskavec     | Jakub Grigar         | Vít Přindiš     | Vít Přindiš          |
| K-1 femmes       | Klaudia Zwolińska | Jessica Fox          | Jessica Fox     | Jessica Fox          |
| K-1 hommes cross | Vít Přindiš       | Pedro Gonçalves      | Boris Neveu     | Joan Crespo          |
| K-1 femmes cross | Corinna Kuhnle    | Kseniia Krylova      | Martina Satková | Martina Wegman       |

## Classement final
| Épreuve         | Or                   | Argent          | Bronze              |
| --------------- | -------------------- | --------------- | ------------------- |
| C1 hommes       | Denis Gargaud Chanut | Benjamin Savšek | Miquel Travé        |
| C1 femmes       | Tereza Fišerová      | Jessica Fox     | Elena Apel          |
| K1 hommes       | Vít Přindiš          | Peter Kauzer    | Giovanni De Gennaro |
| K1 femmes       | Jessica Fox          | Luuka Jones     | Eva Terčelj         |
| K1 hommes cross | Vít Přindiš          | Stefan Hengst   | Mario Leitner       |
| K1 femmes cross | Caroline Trompeter   | Martina Wegman  | Ana Sátila          |